# Зубкович, Сергей Георгиевич
Сергей Гео́ргиевич Зубко́вич (21 октября 1923, Шамовка, Екатеринославская губерния — 17 августа 2009, Санкт-Петербург) — советский учёный, заслуженный деятель науки и техники России, профессор, доктор технических наук, инженер-подполковник. Один из основателей отечественной радиолокации. Занимался разработкой теоретических вопросов радиолокационного зондирования земной поверхности, принципов построения автономных радиолокационных систем космических аппаратов (радиовысотомеров, радиовертикалей, РЛС землеобзора космического базирования), методов определения статистических характеристик радиолокационных сигналов, методик математического моделирования.

## Биография
Родился в 1923 году в селе Шамовка Александрийского округа Екатеринославской губернии.
В 1941 году поступает в лётную школу, в 31-й учебный авиационный полк. В 1942 году переводится в Ленинградскую военно-воздушную инженерную академию на радиотехнический факультет и в 1949 году заканчивает её с отличием.
1958—1987 годы — старший научный сотрудник ВИКИ. 

В 1970 году защищает степень доктора технических наук. 

С 1987 года — ведущий научный сотрудник научно-исследовательского центра. 

В 1989 году награждён знаком «Почётный радист СССР». 

В 1992 году получает звание профессора. 

В 1996 году удостоен звания «Заслуженный деятель науки Российской Федерации». 

Автор более 150 научных работ.

## Избранная библиография
1. Статистические характеристики радиолокационных сигналов, отраженных от земной поверхности / [Зубкович С. Г. ]; — Москва : Советское радио, 1968. — 224с. : ил.
2. Радиолокационные методы исследования земли./ Мельник Ю. А., Зубкович С. Г., Степаненко В. Д., Соколов Ю. П., Губин В. А., Дулевич В. Е., Переслегин С. В., Веретягин А. А., Глушков В. М., Юрков Ю. А. — М. : Советское Радио, 1980. — 264 с.